# 41. območno poveljstvo Slovenske vojske Cerknica
41. območno poveljstvo Slovenske vojske Cerknica (kratica: 41. OPSV, okrajšava: 41. OPSV Cerknica) je bivše poveljstvo SV v sestavi 4. pokrajinskega poveljstva Slovenske vojske.
Poveljstvo je obsegalo področje Občini Cerknica in Loška dolina.

## Organizacija
- poveljstvo
- vojašnica Velike Bloke
- strelišče Slovenske vojske Bloška Polica